# M/F Dronning Ingrid
M/F Dronning Ingrid, dansk jernbanefærge, leveret til DSB den 20. august 1980 fra Helsingør Skibsværft, byggenummer 418.
Færgen blev indsat på ruten Korsør – Nyborg, med hjemsted i Korsør, hvor den gjorde tjeneste til 1997, herefter videresolgt.
I år 2000 blev færgen erhvervet af velgørenhedsorganisationen Mercy Ships, hvor den på et senere tidspunkt blev ombygget til hospitalsskib og sat i drift i 2007.

## Data

### Hoveddimensioner
- Længde over alt: 152,00 meter
- Bredde: 23,70 meter
- Dybgang: 5,80 meter
- Bruttotonnage: 10.607 BRT
- Nettotonnage: 5.088 NRT
- Dødvægtstonnage: 5.199 TDW

### Diverse data
- Hovedmaskineri: Seks B&W/ Alpha Diesel -16U28LU
- Total fremdrivnings-effekt: 25.450 HK/ 1.934 kW
- Maksimal hastighed: 18,5 knob
- Service-hastighed: 17.0 knob

### Lastekapacitet
- Togvogne: 60 stk., afhængig af type
- Automobiler: 200 stk.

### Passagerer
- Passagerpladser: 2.280

## Ombygning 2007 til hospitalsskib
Færgen blev omdannet til et topmoderne flydende hospital med seks operationsstuer samt 80 sengepladser.
På skibet udføres der på årsbasis mere end 30.000 operationer/ behandlinger om bord på skibet ved hjælp af i alt ca. 475 besætnings-medlemmer der primært består af læger og sygeplejersker.

## Ekstern henvisning og kilde
- Wikimedia Commons har flere filer relateret til M/F Dronning Ingrid
- kvmosgaard.dk – færger – M/F Dronning Ingrid